# Ochiltree County
Ochiltree County je okres na severu státu Texas v USA. K roku 2010 zde žilo 10 223 obyvatel. Správním městem okresu je Perryton. Celková rozloha okresu činí 2 378 km².